# Four World Trade Center
Il Four World Trade Center è un edificio civile facente parte dell'omonimo complesso di Manhattan, a New York. Distrutto negli attentati dell'11 settembre 2001, la ricostruzione di un nuovo edificio è iniziata nel 2008 ed è stato inaugurato nel 2013.

## 1975-2001
L'originale 4 World Trade Center era un edificio di nove piani situato all'angolo sud-est del sito del World Trade Center a Lower Manhattan. L'edificio, completato nel 1975, era alto 36 m. Gli inquilini principali dell'edificio erano la Deutsche Bank (piani 4, 5 e 6) e il New York Board of Trade (piani 7, 8 e 9). Il lato dell'edificio rivolto verso Liberty Street ospitava l'ingresso per il World Trade Center Mall.
L'edificio venne danneggiato in modo irreparabile dagli attentati dell'11 settembre 2001, venendo poi demolito per far posto alla costruzione dei nuovi grattacieli, il Four World Trade Center e il Three World Trade Center. Il 4 World Trade Center è stato anche sede di cinque borse merci in quello che all'epoca era il più grande centro di commercio nel mondo. Il nuovo Four World Trade Center e il nuovo Three World Trade Center sorgeranno dove un tempo si ergeva il 4 World Trade Center.

### Galleria fotografica

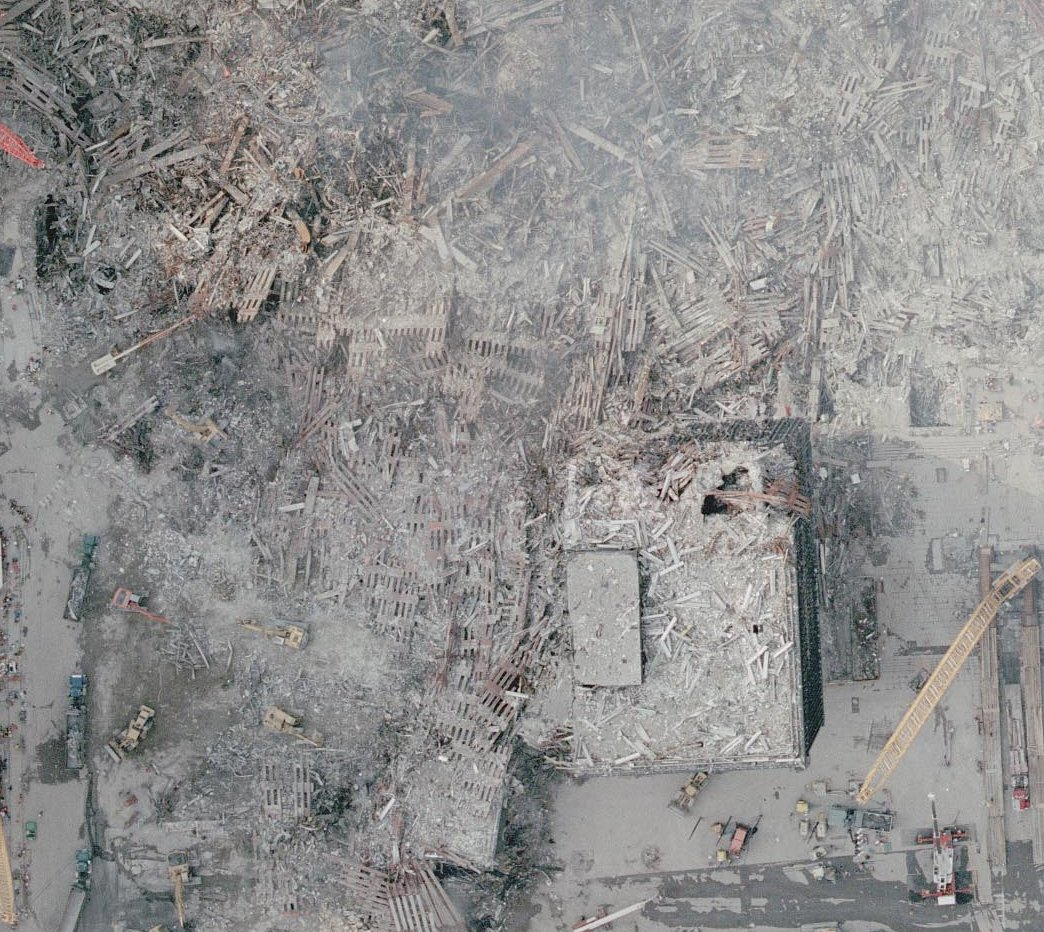
Quello che resta del vecchio 4 WTC subito dopo gli attacchi.
Mappa dell'originale complesso del WTC, il 4 WTC si trovava nell'angolo sud-est.

## 2008-oggi
Il Four World Trade Center, conosciuto anche con il suo indirizzo, 150 Greenwich Street, è un grattacielo facente parte del nuovo World Trade Center a New York. L'edificio si trova all'angolo sud-est dei 16 acri del sito del World Trade Center, dove sorgeva l'originale 4 World Trade Center di nove piani. All'architetto Fumihiko Maki, vincitore del premio Pritzker, è stato dato il compito di progettare l'edificio, alto 298 metri.
Al 2023 è il terzo grattacielo più alto del nuovo World Trade Center, dietro il One World Trade Center e al Three World Trade Center. La superficie totale dell'edificio è di 167 000 m² quadrati, comprendente uffici e spazi commerciali.
La costruzione dell'edificio ha avuto inizio nel gennaio del 2008, venendo aperto il 13 novembre 2013. La società di ingegneri per la costruzione dell'edificio è la Leslie E. Robertson Associates, di New York.

### Occupazione dell'edificio
Dopo il completamento, l'Autorità Portuale di New York e New Jersey (PANYNJ) prevede di affittare circa 55 700 m² quadrati nel 4 WTC per la sua nuova sede. La PANYNJ aveva in precedenza sede nel 1 World Trade Center prima che venisse distrutto negli attentati. L'Autorità Portuale ha firmato un contratto d'affitto di 30 anni. I piani più bassi dell'edificio saranno dedicati alla vendita al dettaglio delle imprese, l'edificio inoltre fornirà anche da accesso per la metropolitana e la stazione della PATH. Anche la città di New York prevede di affittare 54 036 m² nel palazzo.

### Il progetto
I piani dell'edificio hanno due diverse forme. Dal 7º piano fino al 46º, la superficie dei piani sarà di 3 376 m² e avrà la forma di un parallelogramma (progettata anche per richiamare la forma del sito del World Trade Center). Dal 48º piano al 63º la superficie dei piani sarà di 2 600 m² e avrà la forma di un trapezio, sagomato in modo da puntare verso la zona sud di Manhattan e verso il One World Trade Center. La torre comprende cinque livelli di piani meccanici. Il New York Power Authority ha selezionato l'UTC Power per fornire 12 PureCell Modello 400 che saranno utilizzate per fornire energia elettrica, acqua e calore. Combinati, i sistemi saranno, secondo lo sviluppatore, alcuni dei più grandi impianti di celle a combustibile al mondo.

### Costruzione
La preparazione del sito e gli scavi sono terminati il 12 gennaio 2008 e sono stati effettuati dalla Capitaneria di Porto, dopo il completamento degli scavi Larry Silverstein ha assunto il controllo del sito. Nel novembre del 2010, tre celle a combustibile sono state consegnate presso il sito del World Trade Center che insieme forniscono circa il 30% della potenza necessaria alla torre. A partire dal 16 settembre, 2011, l'acciaio ha raggiunto il 50º piano, il calcestruzzo il 44º piano, e il vetro è stato installato fino al 26º piano sui lati sud e ovest dell'edificio
Il 16 febbraio 2012, da una delle gru da costruzione è caduto un carico d'acciaio, che è precipitato per 40 piani. Poco dopo l'incidente la costruzione dell'edificio è ripresa. Il 27 aprile 2012 l'acciaio dell'edificio è arrivato al 66º piano, il cemento al 52º e il vetro al 47º.
Il 25 giugno 2012 il Four World Trade Center ha raggiunto il tetto.
Il completamento esterno ed interno dell'edificio è previsto per ottobre 2013.
Nel settembre 2013 è stato annunciato che le recinzioni utilizzate nella costruzione del WTC 4 saranno rimosse, invece di creare solo un percorso tra la strada e le porte del palazzo. La rimozione di tutte le recinzioni fornirà l'accesso pedonale al Memorial Plaza, alle strade circostanti, e alla fine anche agli altri 5 edifici del WTC.
L'edificio è stato inaugurato il 13 novembre 2013, dopo circa cinque anni di costruzione.

#### Galleria fotografica

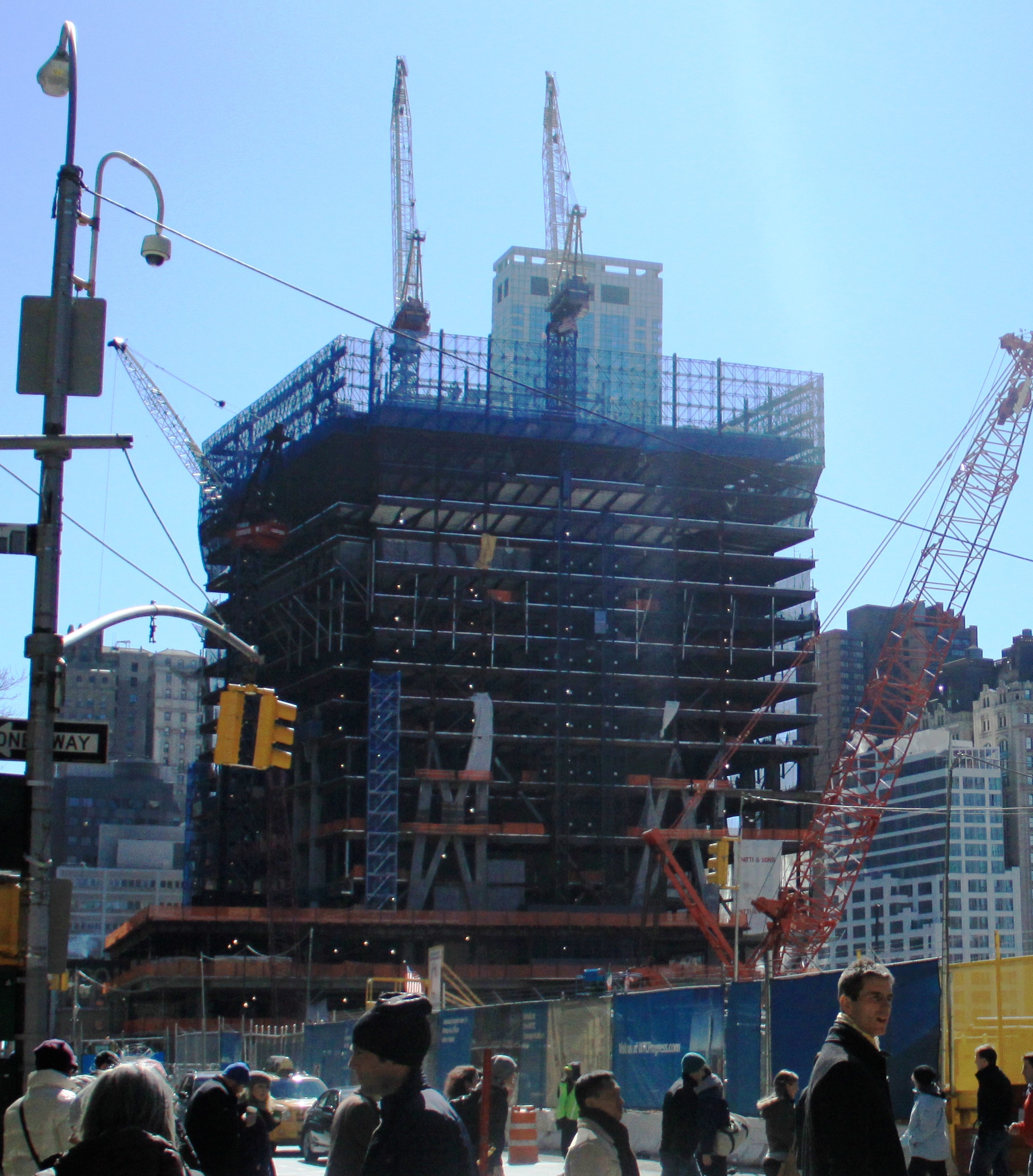
La costruzione a marzo 2011.
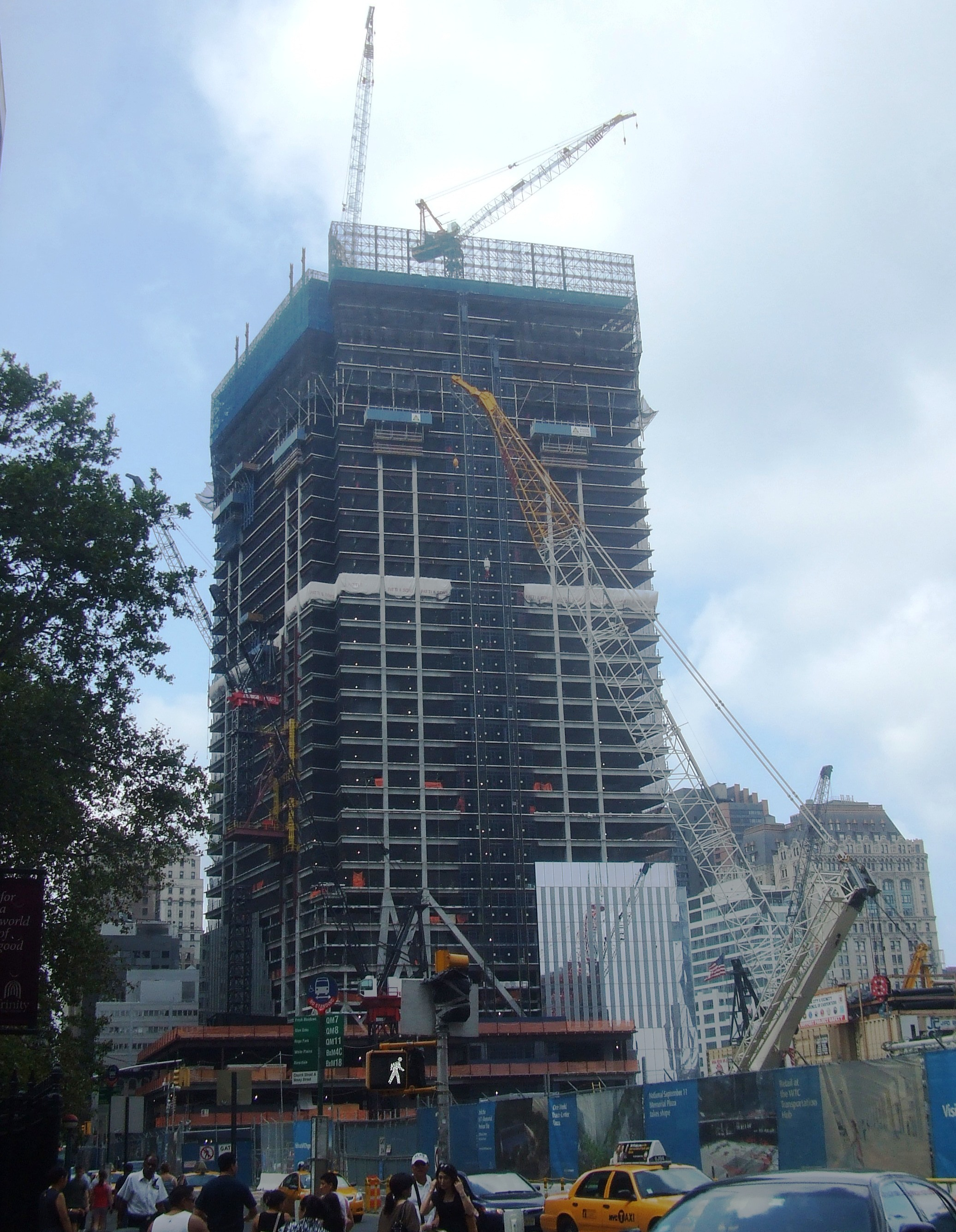
La costruzione ad agosto 2011.
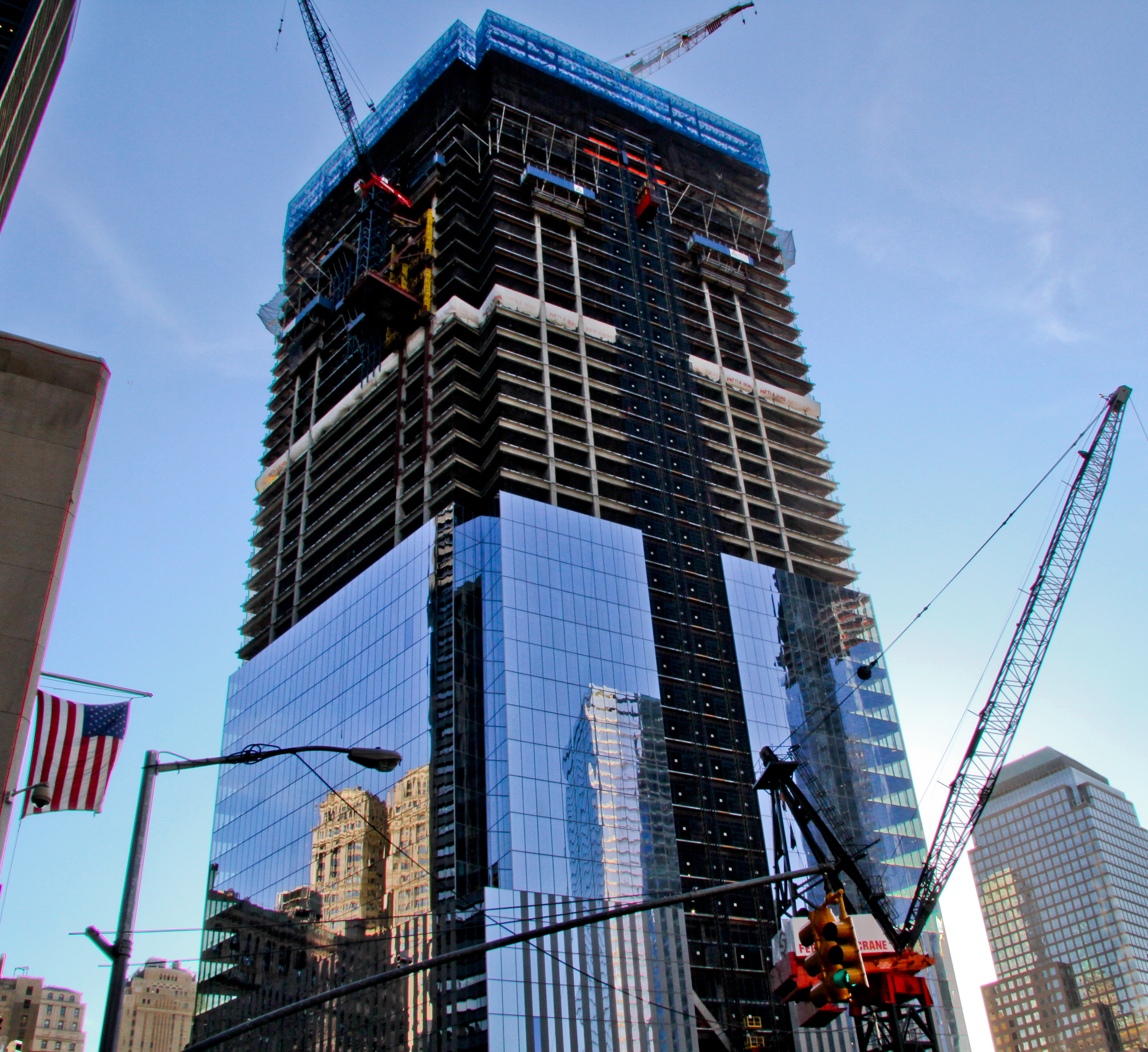
Il Four World Trade Center il 7 ottobre 2011.
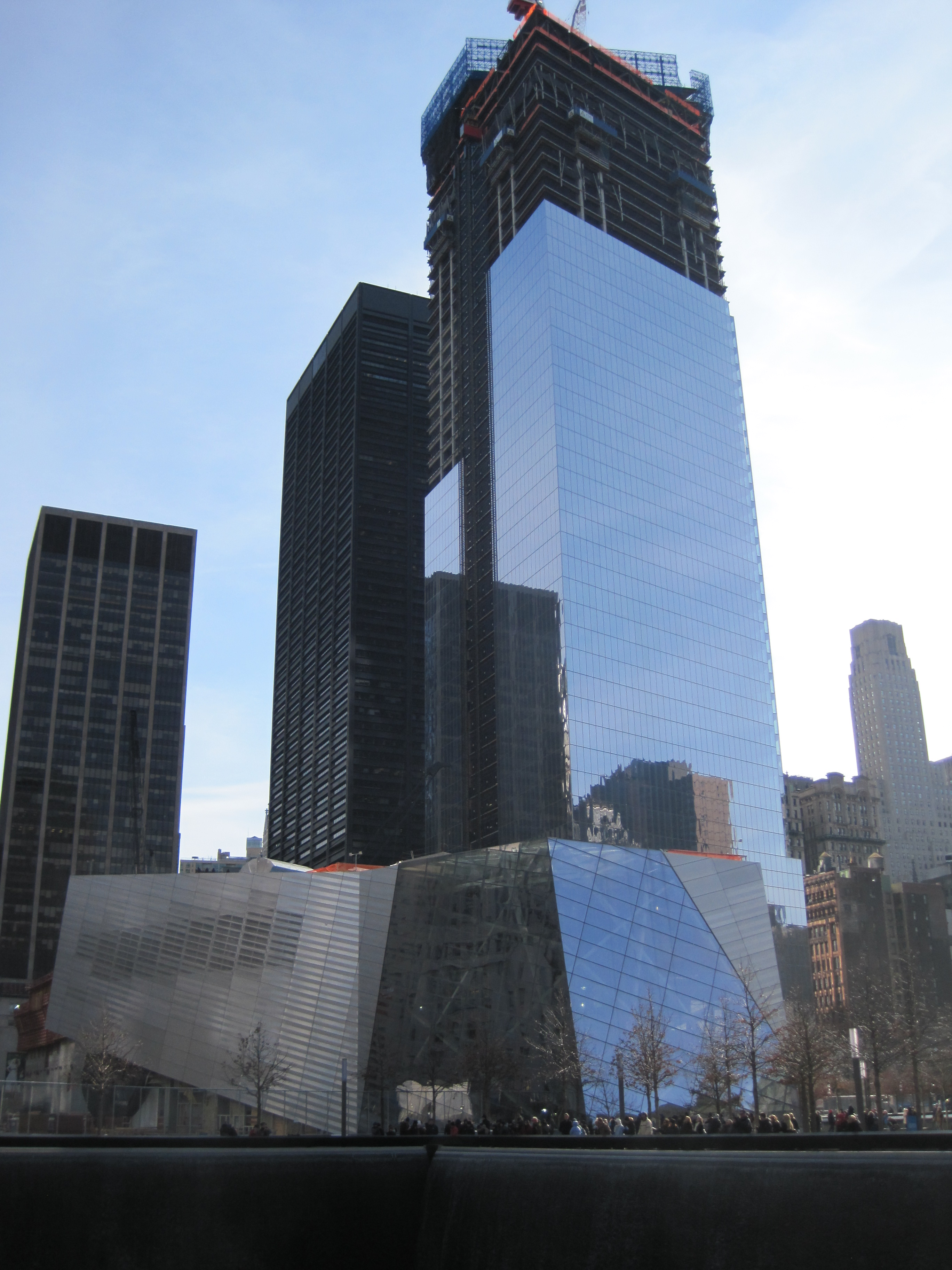
Il Four World Trade Center a gennaio 2012, in basso sono ben visibili il museo e il memoriale.
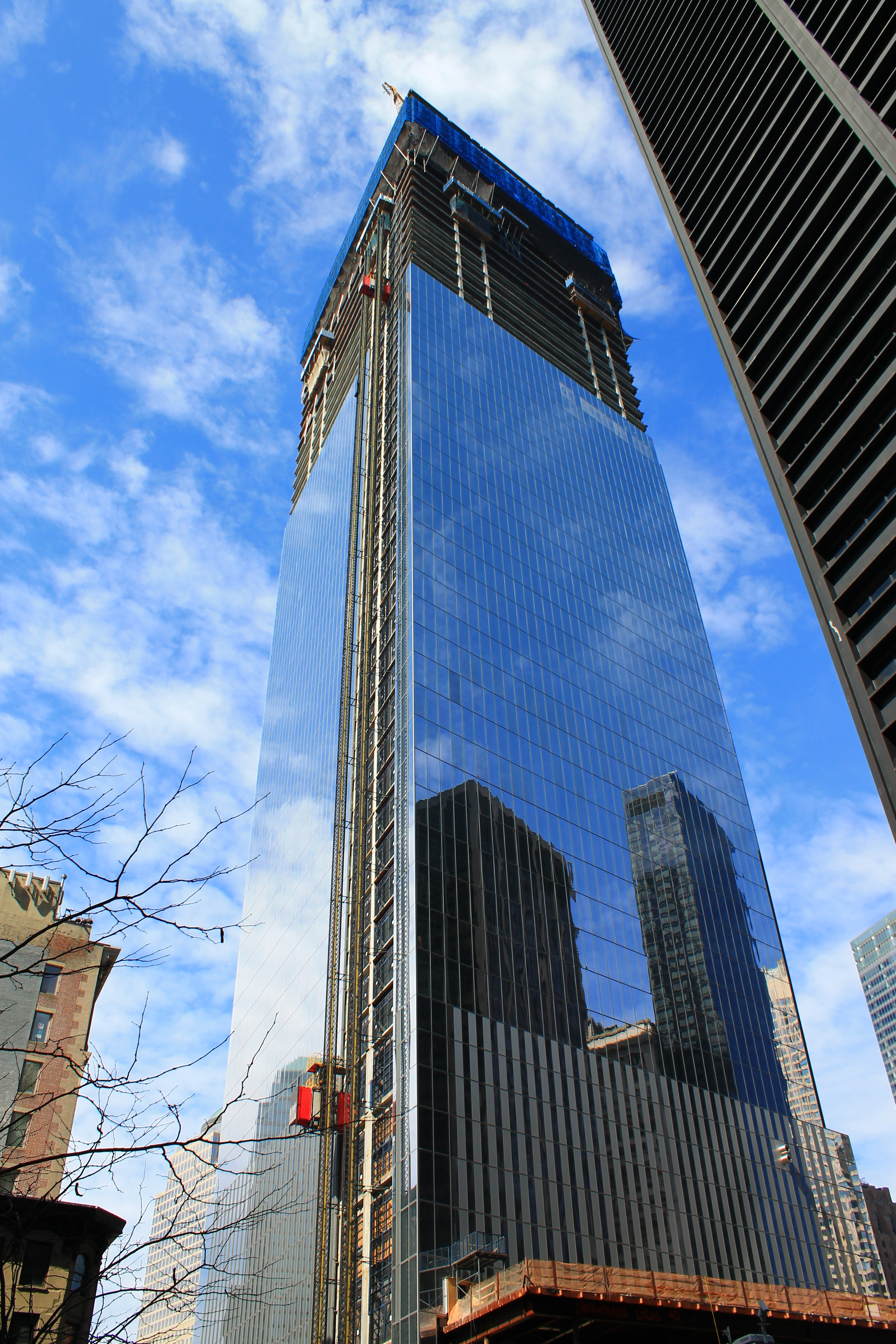
Il Four World Trade Center il 12 marzo 2012.
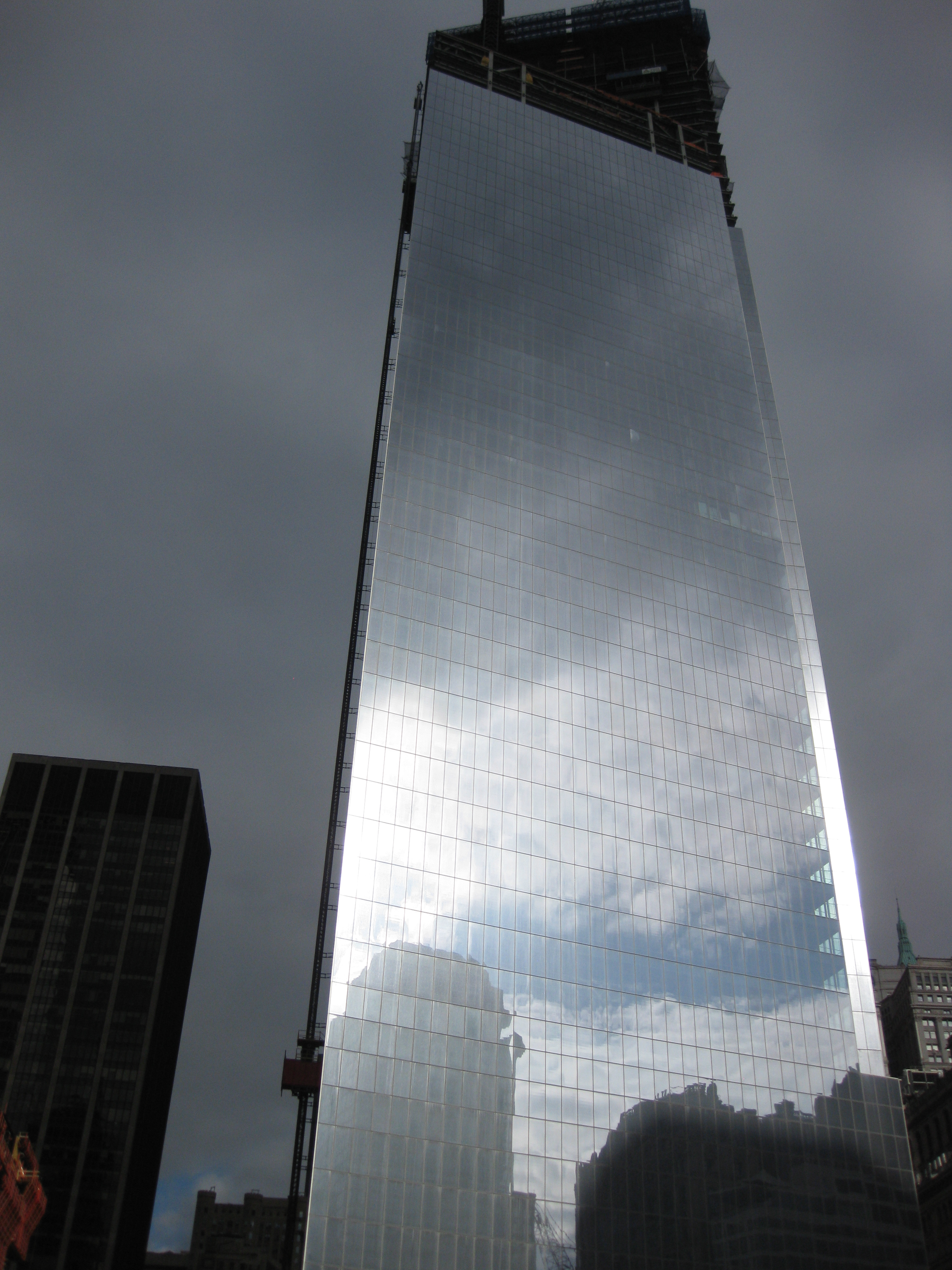
Il Four World Trade Center il 21 maggio 2012
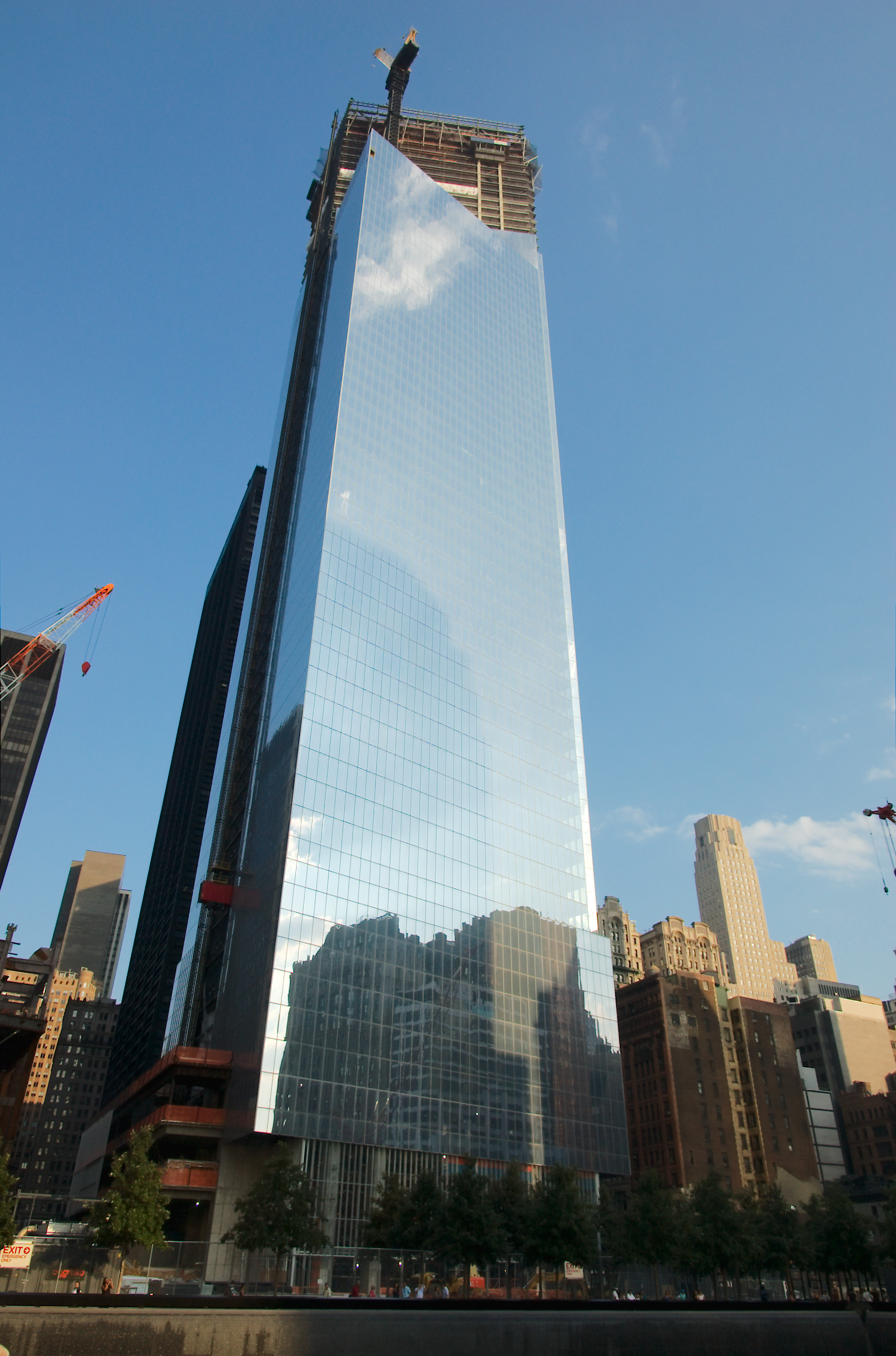
Il Four World Trade Center il 1º settembre 2012.
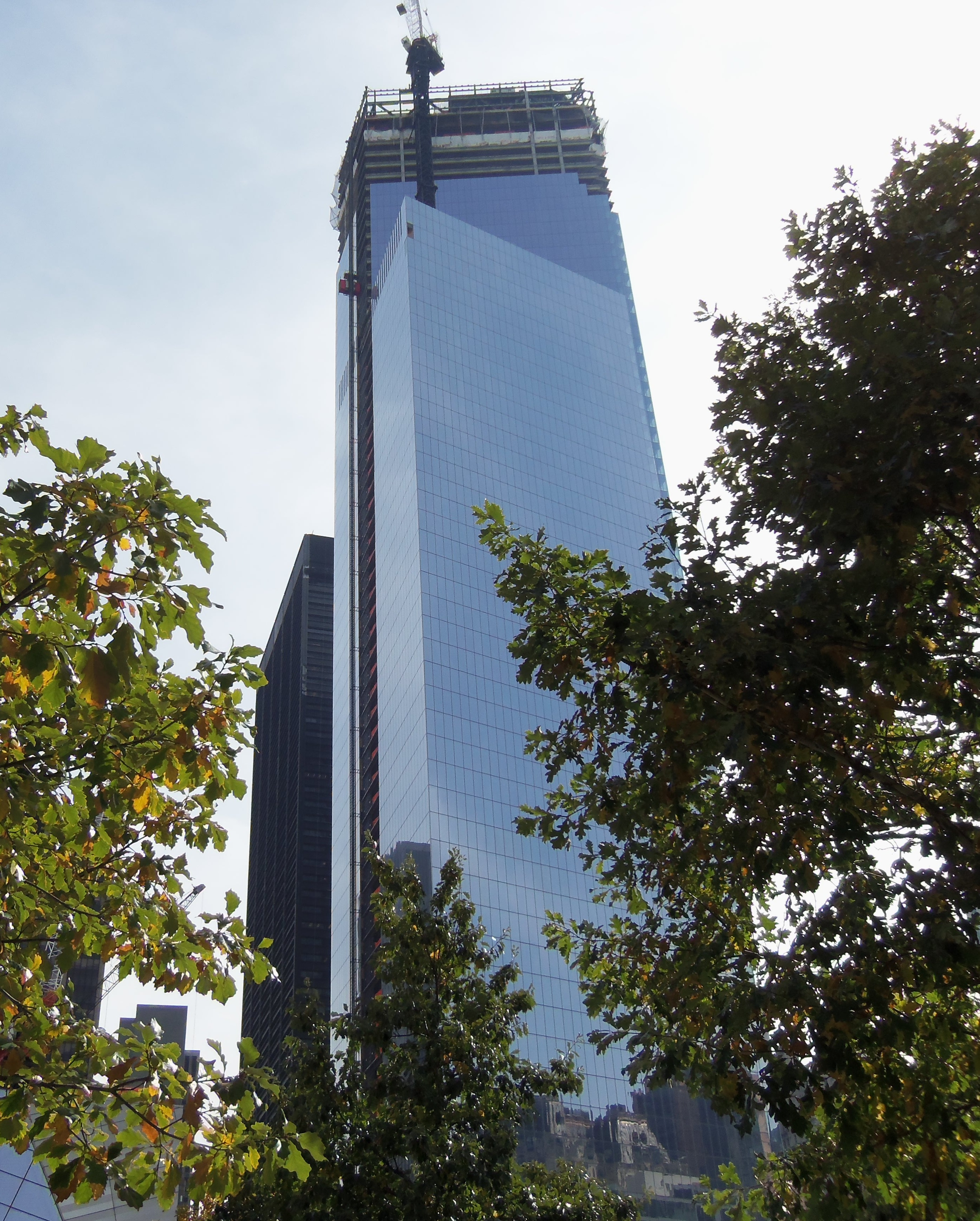
Il Four World Trade Center il 17 ottobre 2012.
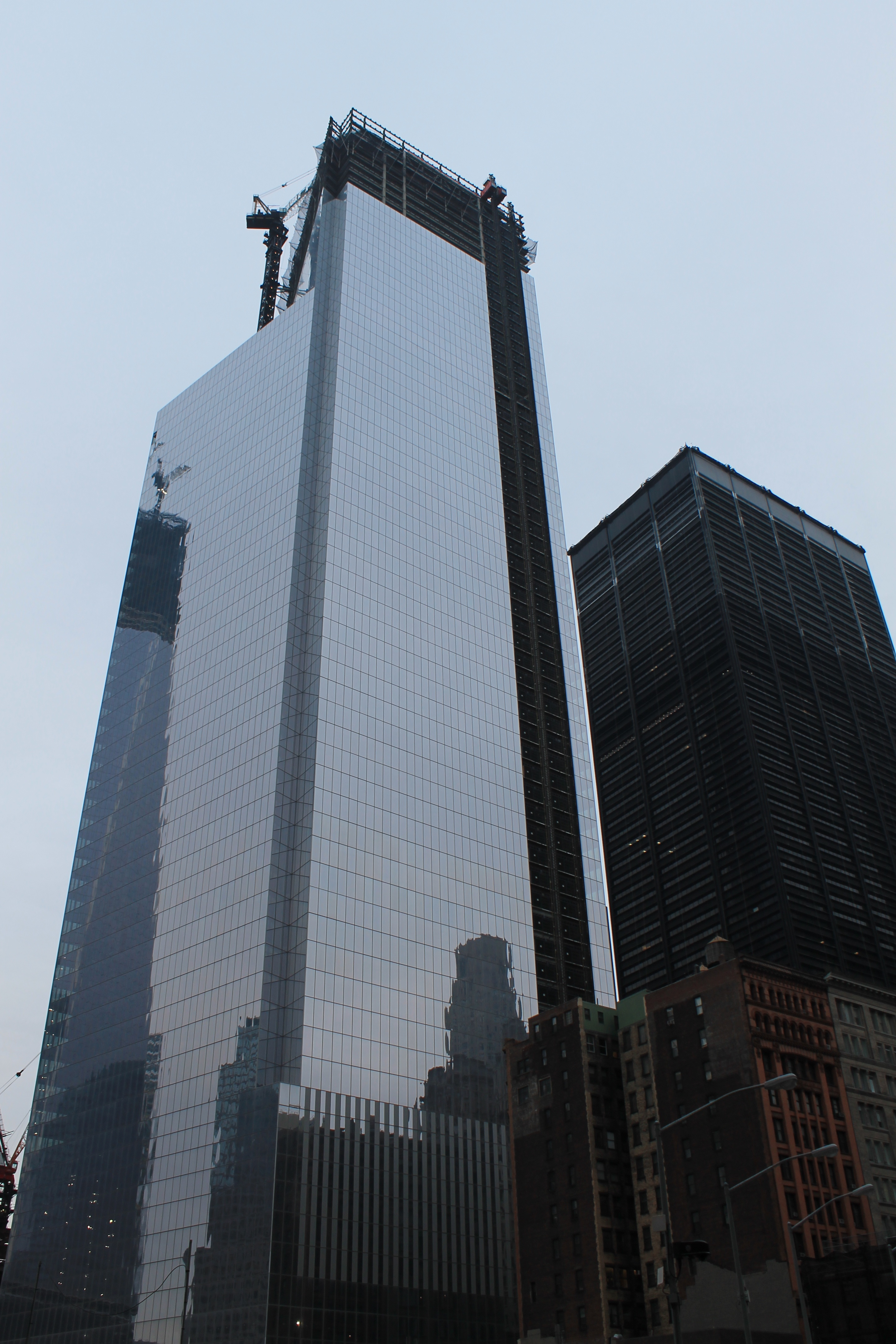
Il Four World Trade Center il 10 novembre 2012.
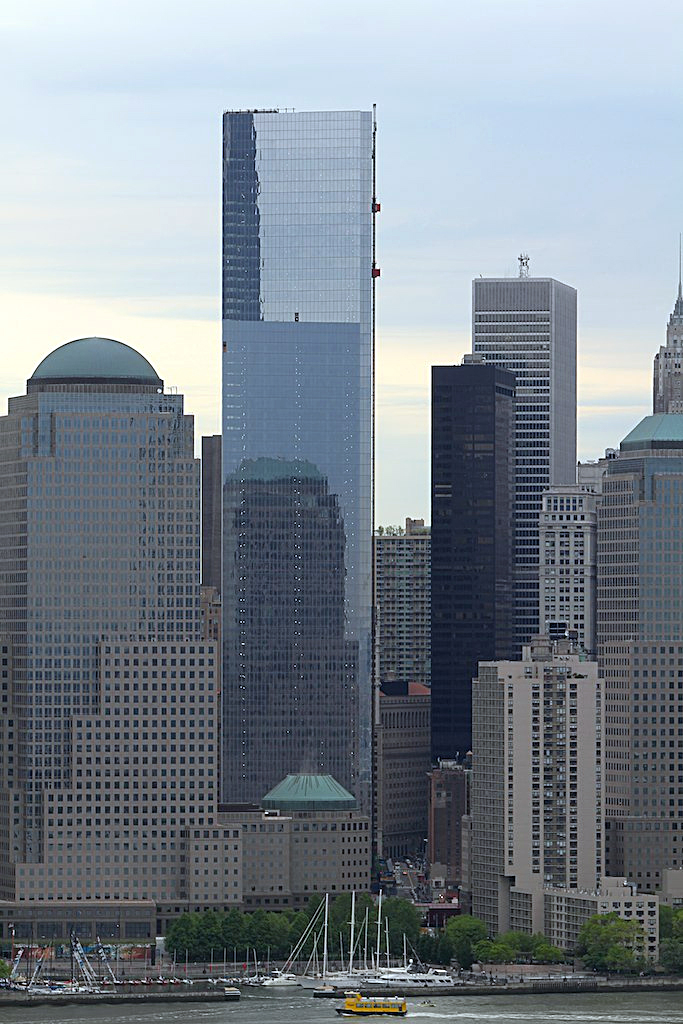
Il Four World Trade Center il 17 maggio 2013.